# Султанбеково (Дюртюлинський район)
Султанбе́ково (рос. Султанбеково, башк. Солтанбәк) — присілок у складі Дюртюлинського району Башкортостану, Росія. Входить до складу Таймурзинської сільської ради.
Населення — 182 особи (2010; 172 у 2002).
Національний склад:
- башкири — 63 %
- татари — 35 %